# Centro de Esquí Roza Jútor
El Centro de Esquí Roza Jútor (en ruso, Горнолыжный центр Роза Хутор, Gornolyzhny tsentr Roza Jutor) es una estación de esquí en Krásnaya Poliana, Sochi (Rusia), sede de las competiciones de esquí alpino en los Juegos Olímpicos de 2014.
Está ubicado en la ladera norte de las montañas Aibga, distrito de Adler, 90 km al este de Sochi, cerca del Extreme Park Roza Jútor.
Consta de cuatro pistas de trazado diferente: descenso, super gigante, eslalon y eslalon gigante, que terminan en el mismo punto, enfrente del estadio, que tiene gradas para 7.500 espectadores.